# Hokej na trawie na Letnich Igrzyskach Olimpijskich 1920
Wyniki turnieju hokeja na trawie na Letnich IO w Antwerpii 1920. Zwyciężyła Wielka Brytania, srebro przypadło Danii, zaś brąz Belgii. Turniej odbył się w dniach 1–5 września 1920 r. Startowali tylko mężczyźni.

## Wyniki
1 września
| Wielka Brytania | 5-1 | Dania   |
| Belgia          | 3-2 | Francja |

3 września
| Wielka Brytania | 12-1 | Belgia  |
| Dania           | 9-1  | Francja |

4 września
| Wielka Brytania | wo | Francja |

5 września
| Dania | 5-2 | Belgia |

## Medaliści
| Złoty | Srebrny | Brązowy |
| Wielka Brytania | Dania | Belgia |
| Charles Atkin John Bennett Colin Campbell Harold Cassels Harold Cooke Eric Crockford Reginald Crummack Harry Haslam Arthur Leighton Charles Marcon Jack MacBryan George McGrath Stanley Shoveller William Smith Cyril Wilkinson | Hans Bjerrum Ejvind Blach Niels Blach Steen Due Thorvald Eigenbrod Frands Faber Hans Jørgen Hansen Hans Herlak Henning Holst Erik Husted Paul Metz Andreas Rasmussen | André Becquet Pierre Chibert Raoul Daufresne de la Chevalerie Fernand de Montigny Charles Delelienne Louis Diercxsens Robert Gevers Adolphe Goemaere Charles Guiette Raymond Keppens René Strauwen Pierre Valcke Maurice Van Den Bemden Jean Van Nérom |

## Tabela medalowa
| Lp. | Państwo         | Medal |
| --- | --------------- | ----- |
| 1   | Wielka Brytania |       |
| 2   | Dania           |       |
| 3   | Belgia          |       |